# Norman Kerry
Norman Kerry (ur. 16 czerwca 1894 w Rochester, zm. 12 stycznia 1956 w Los Angeles) – amerykański aktor filmowy.

## Wybrana filmografia
- 1917: Mała księżniczka
- 1922: Three Live Ghosts
- 1927: Demon cyrku

## Wyróżnienia
Został uhononorowany gwiazdą na słynnej Alei Gwiazd w Hollywood..